# Magnolia sieboldii
Magnolia sieboldii este o specie de plante din genul Magnolia, familia Magnoliaceae, descrisă de Karl Heinrich Koch.

## Subspecii
Această specie cuprinde următoarele subspecii:
- M. s. japonica
- M. s. sieboldii
- M. s. sinensis